# 泰武鄉
22°35′31″N 120°37′55″E / 22.5918751°N 120.6318588°E
泰武鄉（排灣語：Kulaljuc）位於臺灣屏東縣東部中段，中央山脈南段西側，為屏東縣的山地鄉。全境轄有6村，鄉治位於佳平村，面積約為119平方公里，人口約有5千2百多人，族群結構上主要為臺灣原住民族，並以排灣族為最多（約佔全鄉人口數九成四）。
早期泰武鄉的排灣族民主要以燒墾方式種植粟、甘藷、山芋及落花生等作物，以求自給自足，日治時期後，始有運出山產及飼養家畜，現今的主要產業仍為農業，有芒果、蔬菜、小米、芋頭等農產品，並以芒果最為重要。

## 歷史
日治時期初期泰武地區隸屬阿緱廳蕃地，大正九年（1920年）改劃入高雄州潮州郡蕃地，管轄位於今泰武鄉境內的アマワン社（萬安）、ピユウマ社（平和）、クワルス社（泰武）、カピヤン社（佳平）與プンテイ社（佳興）等部落。並於各部落設置警察官吏駐在所，以執行教育、衛生與治安等行政事項。
1945年成立高雄縣，隔年於潮州區內設立泰武鄉，其內劃分為萬安、佳平、武潭、泰武、佳興與平和等六村。鄉公所初設於泰武村，後遷至佳平村。1950年劃入新設的屏東縣，並廢除縣轄區。

## 地理

### 位置
泰武鄉位於中央山脈南段西側，地勢由東北向西南傾斜。境內地形崎嶇，土地多貧脊且岩盤裸露，不利農耕。:2

### 人口
根據屏東縣潮州戶政事務所統計，2024年底泰武鄉戶數約1.5千戶，人口約5.3千人，鄉內人口最多與最少的村分別是武潭村與佳興村，2024年底兩村人口分別為1,190人與438人。泰武鄉人口的年齡構成中，0至14歲人口佔比約14.83%，15至64歲人口佔比約71.82%，65歲以上人口則佔比約13.35%，老化指數約為90.00%，是屏東縣人口老化程度最高的行政區。

## 政治

### 歷任首長
| 任次 | 姓名   | 備註 |
| ---- | ------ | ---- |
| 1    | 華加納 |      |
| 2    | 華加納 |      |
| 3    | 華加納 |      |
| 4    | 林義良 |      |
| 5    | 林義良 |      |
| 6    | 陳義雄 |      |
| 7    | 陳義雄 |      |
| 8    | 張文周 |      |
| 9    | 張文周 |      |
| 10   | 顏和   |      |
| 11   | 顏和   |      |
| 12   | 張忠行 |      |
| 13   | 劉振榮 |      |
| 14   | 張忠行 |      |
| 15   | 孫萬教 |      |
| 16   | 孫萬教 |      |
| 17   | 邱登星 |      |
| 18   | 邱登星 |      |
| 19   | 潘明福 | 現任 |

### 鄉政組織
泰武鄉公所是泰武鄉最高層級的地方行政機關，在中華民國政府架構中為鄉自治的行政機關，同時負責執行縣政府及中央機關委辦事項。泰武鄉的自治監督機關為屏東縣政府。鄉長由全體鄉民直接選舉產生，任期為四年，可連選連任一次。泰武鄉公所並置鄉政會議，為鄉政最高決策機構，在鄉長之下，設有4課2室等6個內部單位及3個附屬機關。
泰武鄉民代表會是泰武鄉的最高民意機關，代表泰武鄉全體鄉民立法和監察鄉政。鄉民代表由公民直選選出，任期為四年，可連選連任。泰武鄉民代表會共有7位鄉民代表，分別為第一選區5席鄉民代表、第二選區2席鄉民代表，主席、副主席由7位鄉民代表互選產生。
泰武鄉為屏東縣議會第十一選區，在屏東縣議會53席縣議員中，泰武鄉共選出1席縣議員。

### 行政區劃
以下列出的「村」屬於行政區劃，因此村內可能有數個核定部落。括號內皆為排灣語原文名稱。
- 萬安村：

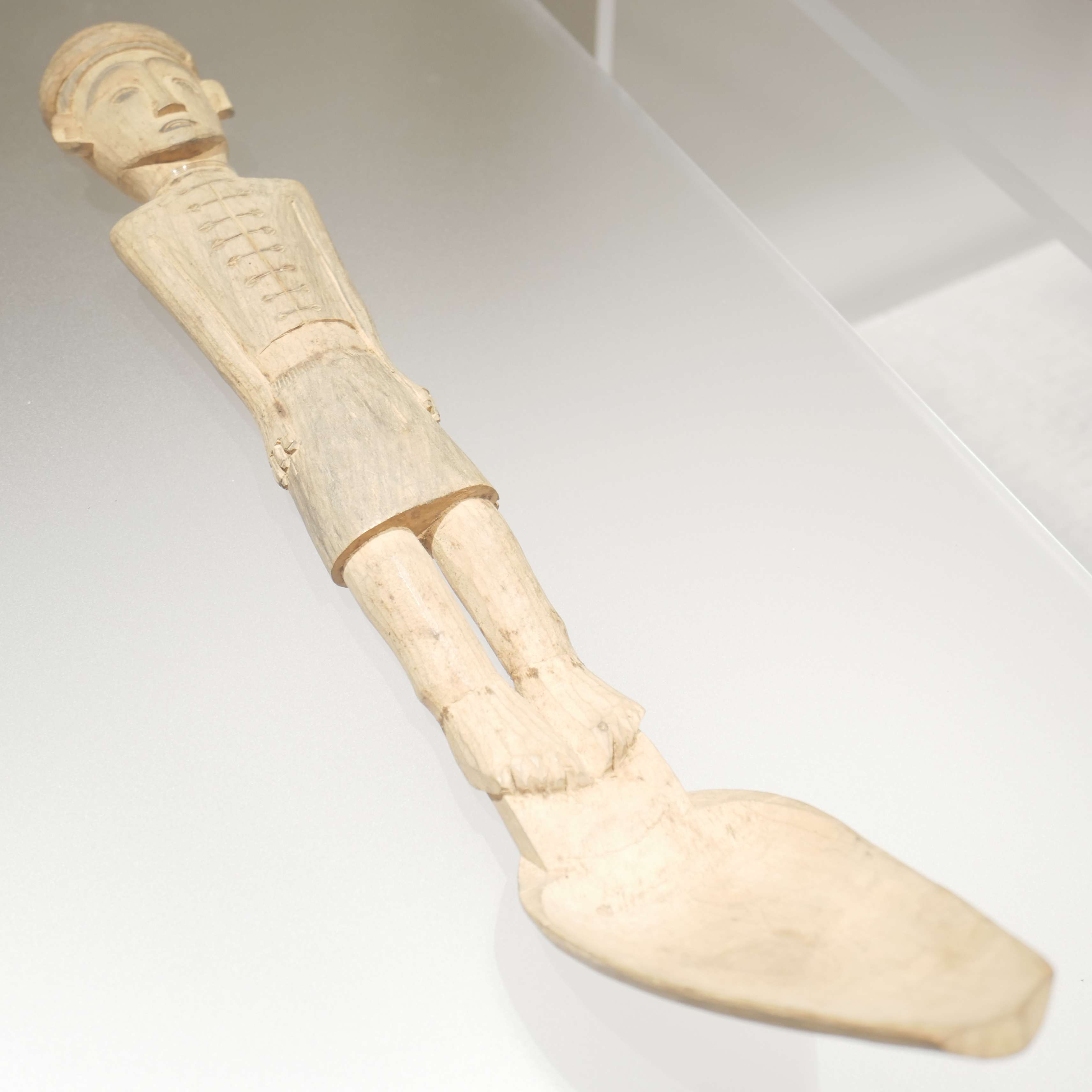
佳興部落（Puljti）木杓

  - 萬安部落（Tjaranauma / Amawan，阿瑪灣）：1956年遷至現址。
    - Tjatjuvetjuves部落

  - 安平部落（Ludja / Serlja）：1956年遷至現址。
  - 達里部落（Tjaialev）
- 佳平村：鄉行政中心。
  - 瑪仕部落（Masisi）：1953年遷至現址。
  - 佳平部落（Kaviyangan，卡卑揚）：1943年遷至現址附近，1954年就近移動至現址。
- 武潭村：
  - 武潭部落（Qapedang / Abutan，阿布丹）：1954年遷至現址。
- 平和村：
  - 平和部落（Piyuma，普悠瑪）：1966年遷至現址。
- 泰武村：
  - 泰武部落（Ulaljuc / Kulaljuc）：1961年遷至現址，2013年移至吾拉魯茲。
    - Tjakuvukuvulj部落
- 佳興村：
  - 佳興部落（Puljetji）：1954年遷至現址。

| 泰武鄉行政區劃                                           |
| 武潭村 平 和 村 佳平村 萬安村 泰 武 村 佳興村 ↑ 泰 武 村 |

## 公共服務

### 警政治安
- 屏東縣政府警察局內埔分局
  - 泰武分駐所
  - 忠孝派出所

### 消防
- 屏東縣政府消防局第二大隊
  - 泰武分隊

## 教育

### 國民中學
- 屏東縣立泰武國民中學

### 國民小學
- 屏東縣泰武鄉萬安國民小學
- 屏東縣泰武鄉泰武國民小學
- 屏東縣泰武鄉武潭國民小學
  - 佳平分校
  - 平和分校

## 交通

### 公路
鄉道
- 屏102線
- 屏106線
- 屏108線

## 旅遊
| - 北大武山登山步道 - 屏東縣泰武鄉公所 - 圖書文物館 - 屏東咖啡園區 - 紫心樓 - 平和吉貝木棉林 - ピユウマ社（平和）國語碑 | - 古謠（泰武部落） - 亞麻灣山 - 日湯真山 - 北大武山 - 南大武山 - 萬金山 - 頭崙山 |

## 特產
| - 芒果 - 鳳梨 | - 咖啡 - 樹薯 |

## 外部連結
- 泰武鄉公所（繁體中文）